# Robust mögelbagge
Robust mögelbagge (Corticaria lapponica) är en skalbaggsart som först beskrevs av Zetterstedt 1838.  Robust mögelbagge ingår i släktet Corticaria, och familjen mögelbaggar. Arten är reproducerande i Sverige.